# Monokróm festészet

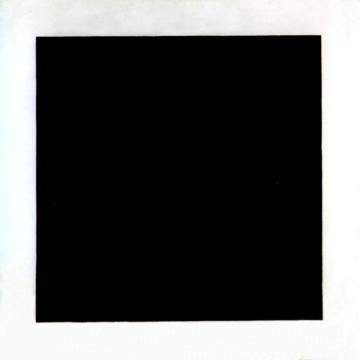
Malevics: Fekete négyzet (1915)

Monokróm festészet festészetben egyetlen színnel vagy annak árnyalataival készült képet jelent. Az elnevezés a görög: „monosz” = egyforma, egyetlen és „khróma” = szín szavakból ered. Tudatos megjelenése a képzőművészetben az absztrakt művészet megjelenéséhez köthető, ebből a körből kerültek ki az első monokróm festmények, Malevics, Yves Klein munkái.
A monokróm festészet az 1960-as évek elejétől vált irányzattá, mely egyetlen színből és annak árnyalati intenzitásából építette fel az alkotást, különböző technikákat dolgoztak ki ehhez, festőhengerrel felvitt, ecsetnyomokat nem hagyó egyszínű felületeket hoztak létre, amelyeken a belső tónusok kiaknázásával alkottak képet. Főbb képviselőiből: Jef Verheyen, Ulrich Erben, Attalai Gábor, Hencze Tamás, Molnár Sándor.